# Palazzo Luciano Spinola di Luccoli
Il palazzo Luciano Spinola di Luccoli è un edificio sito in salita di Santa Caterina al civico 2 nel centro storico di Genova. L'edificio fu inserito nella lista dei palazzi iscritti ai Rolli di Genova.

## Storia e descrizione
Costruito intorno al 1450 per Luciano Spinola, nel XVI secolo viene ricostruito da Gerolamo Spinola. Situato presso l'antica piazza degli Spinola di Luccoli, nel XVIII secolo risulta già diviso in più unità abitative.
Venduto nel 1818 a Gian Gerolamo Bansa, subisce l'adeguamento del piano terreno al mutato livello di salita di Santa Caterina. 
Nel 1830 passa ai Tolot o Tollot che lo cederanno a Tito e Ferdinando Pignone nel 1875; ad essi si deve la decorazione del salone ad opera di Nicolò Barabino (1885 - 1886) e la costruzione di una cavallerizza in stile neoquattrocentesco sul declivio retrostante, raggiungibile dal palazzo con una galleria elicoidale.
Nel 1909 viene acquistato dalla "Società Bancaria Italiana" che vi stabilisce la sede, invece nel 1922 la Banca Italiana di Sconto edifica alle spalle del palazzo un nuovo corpo di fabbrica, in parte sul sedime della cavallerizza. Dopo i danneggiamenti bellici del 1942 viene acquistato dalle Officine Elettriche Genovesi che ricostruiscono le volte dei piani nobili.
Nella facciata restaurata di recente sono visibili due archetti tribolati della cornice a beccatelli e la decorazione a fresco del Cinquecento, che documenta lo sfalsamento esistente tra i piani attuali e quelli originari. Nel palazzo, sede dell'Enel fino al 2001, lo scalone originario è visibile dal primo piano.